# Mirte Kraaijkamp
Mirte Kraaijkamp (Venray, 25 april 1984) is een Nederlandse roeister. Ze won twee gouden medailles voor lichtgewicht dubbel vier op het Wereldkampioenschap roeien.

## Palmares
| Jaar | Plaats    | Evenement                                             |
| ---- | --------- | ----------------------------------------------------- |
| 2013 | 12e       | Wereldbeker III Luzern (lichte dubbel vier)           |
| 2013 | Goud      | Wereldkampioenschap Chungju (lichte dubbel vier)      |
| 2014 | Goud      | Wereldkampioenschap Amsterdam (lichte dubbel vier)    |
| 2015 | 9e        | Europees kampioenschap Poznań (lichte skiff)          |
| 2015 | Brons     | Wereldkampioenschap Aiguebelette (lichte dubbel vier) |
| 2016 | 6e        | Wereldbeker I Varese (lichte skiff)                   |
| 2016 | 12e (DNS) | Wereldbeker II Luzern (lichte skiff)                  |